# Looking for Freedom
Looking for Freedom ist der Titel eines 1978 von Marc Seaberg veröffentlichten Songs. Die Interpretation von David Hasselhoff wurde zum Nummer-eins-Hit im deutschen Sprachraum und zur Hymne des Mauerfalls. 

## Entstehung und Inhalt
Die Musik stammt von Jack White, der Text von Gary Cowtan. Ausweislich seines Textes ist Looking for Freedom der Erfahrungsbericht eines reich aufgewachsenen, jungen Mannes, der sein Elternhaus verlassen hat, weil er trotz Besitz seine Freiheit nicht fand. Sein Vater versuchte ihm weiszumachen, dass man mit Geld Freiheit kaufen kann. Doch er sucht seine eigene Freiheit, und so reist er seit seinem Fortgang durchs Land und nimmt Gelegenheitsarbeiten an, mit denen er nur wenig Geld verdient, um seine Freiheit zu suchen.

## Rezeption
Die Version von Seaberg erreichte Platz 16 und war 13 Wochen in den deutschen Charts platziert, vom 9. Oktober 1978 bis zum 1. Januar 1979. In Österreich erreichte sie Platz 18 und war acht Wochen in den Charts.

## Version von Tony Marshall
Noch im selben Jahr produzierte Jack White mit Auf der Straße nach Süden eine deutsche Fassung mit einem Text von Jon Athan für Tony Marshall. Diese erreichte Platz 41 in den deutschen Charts und war drei Wochen platziert.

## Version von David Hasselhoff
Ende 1988 erschien das Lied als erfolgreiche Neuaufnahme von David Hasselhoff, das auch einem von White produzierten Album Hasselhoffs den Titel leiht. Das offizielle Video von 1989 zeigte den singenden David Hasselhoff sowie zahlreiche Aufnahmen aus der Fernsehserie Knight Rider, die Assoziationen zum Serieninhalt zulassen. In besagter Krimi-Actionserie spielt Hasselhoff den Helden Michael Knight, der im Auftrag der Foundation für Recht und Verfassung Verbrechen bekämpft.
Da das Lied das Wort „Freedom“ (englisch für „Freiheit“) enthält und im Jahr des Falls der Berliner Mauer veröffentlicht wurde, wurde es als Freiheitshymne interpretiert. Allerdings fand der Charteinstieg bereits mehr als sieben Monate vor diesen Ereignissen, am 20. März 1989, statt, nachdem Hasselhoff am 4. März mit dem Titel in der Fernsehsendung Wetten, dass..? aufgetreten war. Am 3. April 1989 erreichte der Song Platz eins in Deutschland. 1989 war es in Deutschland und der Schweiz die meistverkaufte Single und stand acht Wochen in Deutschland und vier Wochen in der Schweiz sowie zwei Wochen in Österreich auf Platz 1 der Hitparade. David Hasselhoff gewann mit dem Stück 1989 den Goldenen Löwen von Radio Luxemburg. 

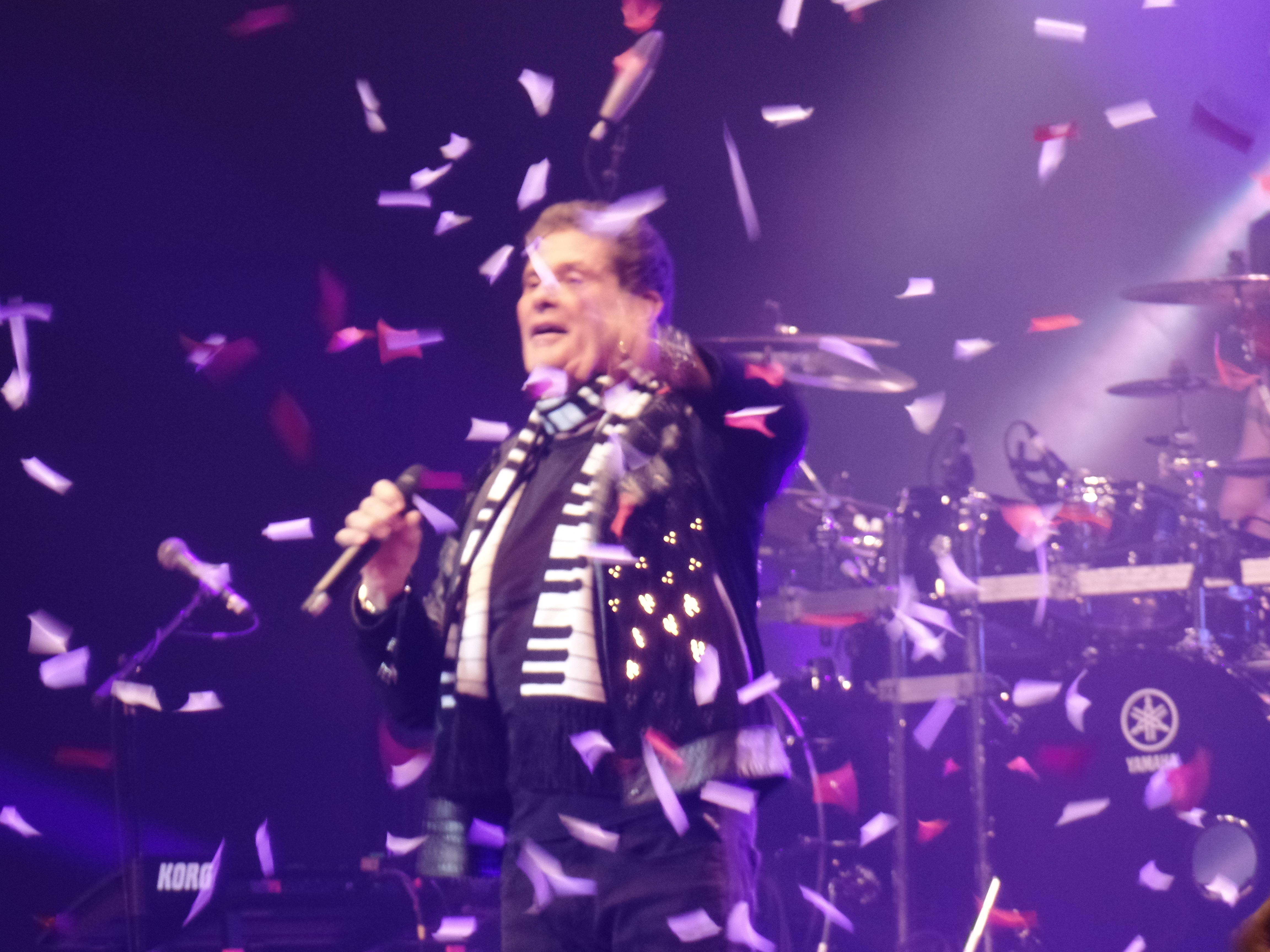
David Hasselhoff bei einem Konzert dreißig Jahre nach dem Auftritt an der Berliner Mauer. Er trägt dieselbe blinkende Jacke und den Klavier-Schal wie 1989/1990.

In der Silvesternacht 1989, nur wenige Wochen nach dem Fall der Mauer, sang Hasselhoff sein berühmtestes Stück auf dem Platz vor dem Brandenburger Tor in Berlin. Dieses Konzert prägte maßgeblich die Assoziation als Freiheitshymne.

## Weitere Coverversionen
Der Song wurde unter anderem 2006 von der schwedischen Pop- und Country-Sängerin Kikki Danielsson auf ihrem Album I dag & i morgon gecovert. Es existieren etliche weitere Coverversionen.